# Saison 2 de Central Park West
Chronologie
Saison 1
Cet article présente le guide des épisodes de la deuxième saison de la série télévisée américaine Central Park West.

## Distribution

### Acteurs principaux
| Acteurs              | Personnage                    |
| -------------------- | ----------------------------- |
| Avec Mädchen Amick   | Carrie Fairchild              |
| John Barrowman       | Peter Fairchild (6 épisodes)  |
| Noelle Beck          | Jordan Tate (7 épisodes)      |
| Melissa Errico       | Alex Bartoli (4 épisodes)     |
| Lauren Hutton        | Linda Fairchild               |
| Justin Lazard        | Gil Chase                     |
| Michael Michele      | Nikki Sheridan (4 épisodes)   |
| Tom Verica           | Mark Meril (5 épisodes)       |
| Raquel Welch         | Dianna Brock (7 épisodes)     |
| Gerald McRaney       | Adam Brock                    |
| Et avec Kylie Travis | Dans le rôle de Rachel Dennis |

### Acteurs récurrents
- Richard Barclay : non crédité  (épisodes 2.04, 2.06 à 2.07)
- Paul Guilfoyle : détective  (épisodes 2.05 à 2.06 )
- Scott Lawrence : Détective  (épisodes 2.05 à 2.06)
- Julie Lauren : assistante de Jordan  (épisodes 2.05 à 2.06)
- Michael Reilly Burke : Tyler Brock  (épisodes 2.06 à 2.08)
- Mark Zimmerman : Membre du conseil d'administration du Lincoln Bradmore  (épisodes 2.06 à 2.08)
- T. Scott Cunningham : Marshall Dodd  (épisodes 2.06 à 2.07)
- Dick Latessa : Dr Kyle Rose   (épisodes 2.07 à 2.08)

### Deuxième saison (1996)
| N° | #  | Titre                                    | Réalisation            | Scénario                               | Première diffusion, Audience           |
| --- | -- | ---------------------------------------- | ---------------------- | -------------------------------------- | -------------------------------------- |
| 14 | 01 | L'Attaque                                | Lorraine Senna Ferrara | Darren Star                            | États-Unis : 5 juin 1996 7.5 millions  |
| Pour sauver sa compagnie, Allan est obligé de vendre le magazine "Communique" à son concurrent Adam Brock. A peine l'a-t-il annoncé à l'équipe que Rachel s'empresse de convaincre le nouveau propriétaire de la nommer au poste de rédactrice en chef. Sous la pression de sa mère et en sachant que cette union ne durera pas, Peter accepte d'épouser Alex, à condition qu'elle signe un contrat de mariage... |    |                                          |                        |                                        |                                        |
| 15 | 02 | Le Mariage Guess Who's Come to Annoy You | Allan Arkush           | David Stenn                            | États-Unis : 7 juin 1996 6.5 millions  |
| La rivalité entre Allan Rush et Adam Brock se renforce quand un détective privé montre à Allan les photos d'un baiser passionné entre Linda et Adam. Cette dernière, réalisant qu'elle est profondément amoureuse d'Adam, décide de quitter Allen. A la rédaction, Rachel commet l'erreur grossière de renvoyer un éditeur qui se révèle être la fille d'Adam Brock, Jordan. Sentant qu'elle peut profiter de cette erreur, Carrie se lie d'amitié avec Jordan. Elle apprend ainsi que la femme de Brock qui vit à Monte Carlo détient 25 % des intérêts de la compagnie de Brock. Forte de cette information, Carrie extorque de l'argent à Allen, qui décide de faire venir Mme Brock à New York, en espérant qu'elle l'aidera à se venger de Brock...  |    |                                          |                        |                                        |                                        |
| 16 | 03 | Faux Départ Public Execution             | James Frawley          | David Stenn                            | États-Unis : 12 juin 1996              |
| Diana Brock, la femme d'Adam, décide de rester à New York dans le but de contrarier la liaison de son mari et de Linda. Pendant ce temps, Alex est furieuse d'apprendre que son jeune mari, Peter, est sur le point de la tromper avec Robin, son ex-petite amie... |    |                                          |                        |                                        |                                        |
| 17 | 04 | Le Coup fatal End of a Marriage          | Tim Hunter             | Adriana Trigiani                       | États-Unis : 14 juin 1996              |
| Peter découvre qu'Alex n'est pas enceinte de lui. Furieux, il décide de respecter ses vœux de mariage "jusqu'à ce que la mort nous sépare"... Pour le plus grand plaisir de Dianna, Allan et Brock continuent de se battre pour obtenir ses actions de "Communique". Carrie, quant à elle, découvre qu'elle à un admirateur secret, bien décidé à prendre son cœur, dans tous les sens du terme. N'ayant plus personne vers qui se tourner, Linda met sa fierté de côté et demande à Allen de payer la caution de Peter. Il accepte à condition qu'elle mette un terme à sa relation avec Brock et qu'elle lui revienne. Pendant ce temps, Carrie tente de prendre ses distances avec Mark Merrill, qui se révèle être son dangereux admirateur secret... |    |                                          |                        |                                        |                                        |
| 18 | 05 | L'Offensive Out on Bail                  | Allan Arkush           | Teri Minsky                            | États-Unis : 19 juin 1996 7.3 millions |
| N'ayant plus personne vers qui se tourner, Linda met sa fierté de côté et demande à Allen de payer la caution de Peter. Il accepte à condition qu'elle mette un terme à sa relation avec Brock et qu'elle lui revienne. Pendant ce temps, Carrie tente de prendre ses distances avec Mark Merrill, qui se révèle être dangereux admirateur secret... |    |                                          |                        |                                        |                                        |
| 19 | 06 | Coup bas Everything Has Its Price        | Lorraine Senna Ferrara | Darren Star                            | États-Unis : 21 juin 1996 6.8 millions |
| Bien décidée à faire de la vie de Brock un enfer, Dianna décide d'appeler en renfort son fils Tyler. Bien que sa relation avec son père soit loin d'être parfaite, Tyler met sa fierté de côté et demande à son père de lui confier un poste au sein du magazine "Communique". Celui-ci accepte et le place... au service du courrier. Pendant ce temps, Carrie se rend à la police afin de prouver que Mark est un maniaque et ceci grâce à un livre qu'il écrit sur la façon dont il la tuera. Quant à Jordan, en dépit des avertissements de Carrie, elle se rend compte qu'elle est amoureuse de Mark... |    |                                          |                        |                                        |                                        |
| 20 | 07 | Chantage Marmaids Strike Better          | Victoria Hochberg      | David Stenn                            | États-Unis : 26 juin 1996 6.7 millions |
| Le plan de Carrie pour prouver que Mark est un fou dangereux se retourne contre elle. Lors d'un dîner, elle devient hystérique quand celui-ci lui fait des avances et elle est conduite dans un hôpital psychiatrique... |    |                                          |                        |                                        |                                        |
| 21 | 08 | Le Fils prodigue You Belong to Me!       | Don Scardino           | Darren Star, David Stenn, Terri Minsky | 28 juin 1996 friday 7.7 millions       |
| Allan a toujours besoin des 25 % de parts pour reprendre le contrôle de "Communique". Dianna, qui souhaite plus que jamais se venger de Brock, consent à lui donner ses actions... |    |                                          |                        |                                        |                                        |